# Gui II de Namur
Guy II de Namur, né vers 1312, mort le 12 mars 1336, est marquis de Namur de 1335 à 1336. Il est le second fils de Jean Ier, marquis de Namur, et de Marie d'Artois.
Il prend part en 1332 à la guerre que le comte de Flandre déclare au duc de Brabant, à propos de la seigneurie de Malines. Il succède à son frère le 2 avril 1335 et en échange d'une pension, se reconnait vassal d'Édouard III, roi d'Angleterre. Il participe avec lui à une campagne contre l'Écosse. Au retour, l'arrière garde, où se trouve Guy, est surprise à Boroughmuir par des troupes écossaises et Guy est emprisonné quelque temps. À sa libération, revenant vers Namur, il s'arrête en Flandre pour participer à un tournoi. Il est tué au cours d'une joute.

## Source
- Alphonse Le Roy, « Guy II », Académie royale de Belgique, Biographie nationale, vol. 8, Bruxelles, 1885 [détail des éditions], p. 558-559